# Stefan Jontell
Gösta Stefan Jontell, född 24 juli 1946 i Kalmar församling i Kalmar län, är en svensk militär.

## Biografi
Jontell avlade marinofficersexamen vid Kungliga Sjökrigsskolan 1972 och utnämndes samma år till löjtnant vid Älvsborgs kustartilleriregemente. Han var kurschef och lärare vid Sjökrigsskolan 1972–1979 och tjänstgjorde vid Kustartilleriets skjutskola 1974–1975, varefter han 1975 befordrades till kapten. Han var kompanichef vid Sjökrigsskolan 1980–1981 och gick Tekniska kursen på Marinlinjen vid Militärhögskolan 1981–1983. År 1983 befordrades han till major vid Vaxholms kustartilleriregemente och 1983–1989 var kurschef och lärare vid Militärhögskolan, befordrad till överstelöjtnant 1987. Han var bataljonschef vid Gotlands kustartilleriförsvar med Gotlands kustartilleriregemente 1989–1991 och sektionschef på Marinstaben 1991–1993, varpå han studerade vid Försvarshögskolan 1993. År 1993 befordrades han till överste, varefter han var chef för Kustartilleriets stridsskola 1993–1994, ställföreträdande chef för Planeringsavdelningen i Högkvarteret 1994–1996, chef för Andra kustartilleribrigaden med Vaxholms kustartilleriregemente 1996–1998 och chef för Vaxholms kustartilleriregemente och första kustartilleribrigaden 1998–2000. Åren 2000–2001 stod han till förfogande hos Projekt Amfibiebrigad.